# Bauduen
Bauduen este o comună în departamentul Vaucluse din sud-estul Franței. În 2009 avea o populație de 324 de locuitori.

## Evoluția populației
| An        | 1975 | 1982 | 1990 | 1999 | 2006 | 2009 |
| --------- | ---- | ---- | ---- | ---- | ---- | ---- |
| Populație | 149  | 184  | 240  | 272  | 302  | 324  |